# Pancheria ferruginea
Pancheria ferruginea är en tvåhjärtbladig växtart som beskrevs av Brongn. & Gris. Pancheria ferruginea ingår i släktet Pancheria och familjen Cunoniaceae. Inga underarter finns listade i Catalogue of Life.